# 田中敏文
田中 敏文（たなか としぶみ、1911年〈明治44年〉11月9日 - 1982年〈昭和57年〉12月20日）は、日本の政治家。

## 経歴

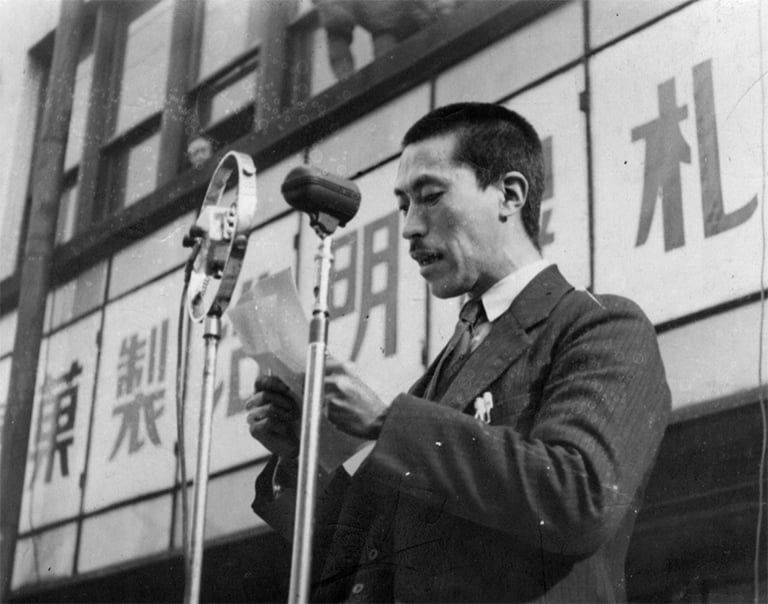
演説する田中（1947年）

1935（昭和10）年、九州帝国大学農学部林学科卒業後、北海道庁に入庁。林政部森林土木係長、全道庁職員組合委員長となる。
1947（昭和22）年4月、北海道庁長官選挙に日本社会党から出馬、初の公選・北海道知事（当初は長官）として当選。北海道知事就任時の年齢は35歳で、当時全国最年少であり、2025年7月現在においても就任時年齢が史上最年少の公選知事である(官選を含めると、24歳で兵庫県知事に就任した陸奥宗光)。道庁内では係長からトップの知事となった。
1951年に策定した「新長期計画」では「食糧生産の増発」「地下資源の調査開発」「交通の整備」「電源の開発」の四点を目標に掲げた。北海道開発が戦後復興や途上国援助をめぐるグローバルな文脈のうちにある国際政治の状況下で、出自であるテクノクラートの論理を純化することで、開発から政治色をなくし「中立化」することを目指した。科学と専門性に支えられた道政を理念とする一方で、北方四島返還の喚起には積極的であり、防衛問題においては社会党右派の立場を反映していた。広川弘禅が主導した北海道分県論には対決姿勢を見せた。田中革新道政は、1930年代の帝国再編の試みに端を発し、戦後は近代化論に流れ込む反共社民主義の系譜と通じると論じられる。
1954年の昭和天皇、香淳皇后の来道時には全日程に随行した。北海道知事を3期務め、引退した。引退後は北海道造林技術センター会長、日本緑化センター理事、工業開発研究所理事などを務めた。 1982年12月20日、心不全のため虎の門病院で死去、71歳没。

## 逸話
田中革新道政を危険視した吉田茂が「赤い道庁」つぶしとして北海道開発庁を設置したという言説が一部革新勢力の主張をもとに流布されてきたが、現在の研究では疑問が呈されている。
九州帝国大学農学部の後輩に当たり、後に自由民主党の大物政治家となった中川一郎は、中川を可愛がっていた教授がわざわざ書いてくれた紹介状を持参して、田中を訪れたが、来客が多くなかなか面会しようとしない田中にしびれを切らし、紹介状を焼いてしまった。